# Floridus Leeb
Floridus Leeb CanReg (* 8. Mai 1731 in Nikolsburg in Mähren; † 13. August 1799 in Klosterneuburg) war Propst im Stift Klosterneuburg und 1786 Rektor der Universität Wien. Die ehemalige Gemeinde Floridsdorf und der heutige Wiener Bezirk Floridsdorf sind nach ihm benannt.

## Leben

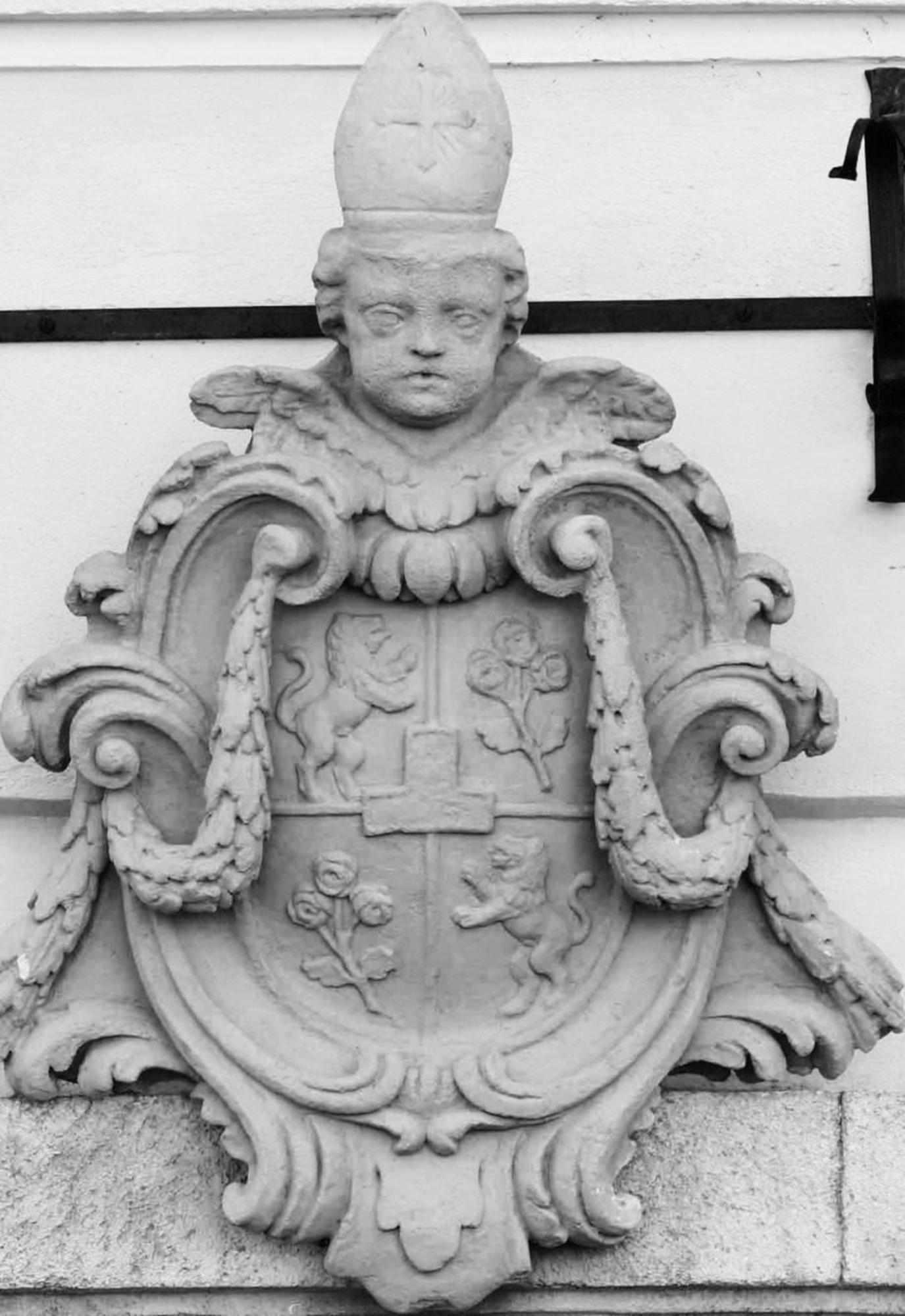
Wappen des Propstes Floridus Leeb an der Pfarrkanzlei in Grinzing

Leeb besuchte als Sohn eines Postvorstandes das Gymnasium von Nikolsburg, trat 1749 in das Stift Klosterneuburg ein, wurde 1755 zum Priester geweiht, und 1765 Doktor für Theologie. Er wurde Pfarrer in der Pfarrkirche Maria Hietzing, damals noch nicht Teil der Stadt Wien.
Ab 1766 war Leeb Bibliothekar und Novizenmeister im Stift und ab 1768 Direktor der Hausstudien. Nachdem Kaiser Josef II. ein Verbot der Hausstudien erlassen hatte, mussten die Geistlichen für ihr Studium eine staatliche Universität besuchen, wo Leeb im Jahre 1786 zum Rektor der Universität Wien gewählt wurde. Josef II., der damals viele Grundstücke von Klöstern enteignete und verkaufte, Klöster zusperrte, die Leibeigenschaft der Bevölkerung aufhob, schätzte die treue Haltung Leebs. Leeb wiederum verstärkte die Tätigkeit des Stiftes in der Seelsorge, um den Aufhebungen der Klöster zu entgehen.
Im Jahre 1786 vergab Leeb an 30 junge Männer Baugründe in der Gegend des jetzigen Bezirkszentrums von Floridsdorf. Er stellte ein Darlehen von 7000 Gulden zur Errichtung eines Gasthofes zur Verfügung, welcher mit einem Obergeschoß bei einem Hochwasser der Donau Zuflucht für die Bevölkerung gab. Schon 1787 wurde diese Siedlung durch das Allerheiligenhochwasser zerstört. Leeb verzichtete daraufhin sechs Jahre auf den Hauszins, um den Wiederaufbau zu erleichtern. Zum Dank nannten die Siedler ihr Dorf Floridusdorf. Er genehmigte 1793 eine Dorfschule für das von ihm gegründete Floridsdorf, wohin auch die Kinder der Orte Jedlersdorf am Spitz, Schwarzlackenau und Zwischenbrücken eingeschult wurden.
Mit 1770 wurde Leeb Stiftsdechant, und nach dem Tod von Propst Ambros Lorenz am 16. Februar 1782 Propst des Stiftes Klosterneuburg. Am 20. April 1782 wurde das Stift Klosterneuburg vom Papst Pius VI. besucht.

## Ehrungen
- 1791: Kaiserlich königlicher Rat und Obrist Erbhofkaplan durch Kaiser Leopold II.
- 1900: Floridusgasse in Floridsdorf
- Wohnhausanlage Floridus-Hof, Floridsdorfer Hauptstraße 21